# Карпов Юрій Львович
Ю́рій Льво́вич Ка́рпов (рос. Юрий Львович Карпов; * 1912, Москва — 1996) — російський радянський учений і конструктор єврейського походження. Фахівець у галузі експериментальної аеродинаміки та балістики. Кандидат технічних наук. Лауреат Сталінської премії (1951). Лауреат Державної премії СРСР (1974).

## Біографічні відомості
Син Льва Карпова та Ганни Карпової. Молодший брат доктора хімічних наук Володимира Карпова. Закінчивши Московську дослідно-показову школу-комуну, вступив до Московського авіаційного інституту. Працював у Центральному аерогідродинамічному інституті, згодом — у науково-дослідному інституті автоматичних систем.
Дуже молодим одружився з Алісою Василівною Строєвою. 1937 року в них народилася донька Тетяна, а 1944 року — Ольга. У середині 1950-х років шлюб розпався. Другою дружиною Юрія Карпова стала Віра Володимирівна Городецька.
Юрій Львович захистив кандидатську дисертацію, став викладати в Московському авіаційному інституті. Племінниця Ірина Карпова зазначила: «Студенти його дуже любили і особливо цінували його почуття гумору. Взагалі, за характером він був легким, веселим авантюристом-егоїстом. Іноді це дуже ускладнювало життя навколишнім. Постійно виникали дами, деякі досить неприємні. Попри ці труднощі, всі, хто мав з ним справу, дуже любили його й захоплювалися ним завдяки його нескінченній чарівності».
Юрій Карпов — один із творців методів моделювання швидкоплинних аеродинамічних процесів на унікальних дослідних стендах. 1951 року за праці в галузі озброєння літаків Карпову присудили Сталінську премію. З ініціативи Юрія Львовича та при його найдіяльнішій участі було створено полігон «Фаустово» для випробування льотного озброєння.
Помер 1996 року. У сімейній хроніці Ірина Карпова занотувала: «Тільки на траурній церемонії я зрозуміла, яка це була велика людина, вчений і конструктор, що зумів багато зробити. Ця грань його життя була зовсім невідома через умови секретності».
Співавтор (разом із братом Володимиром, доктором хімічних наук Карлом Сакодинським і кандидатом історичних наук Володимиром Волковим) книги про батька «Лев Якович Карпов», що побачила світ 1984 року в серії «Науково-біографічна література» видавництва «Наука» (Москва).